# 戴國安

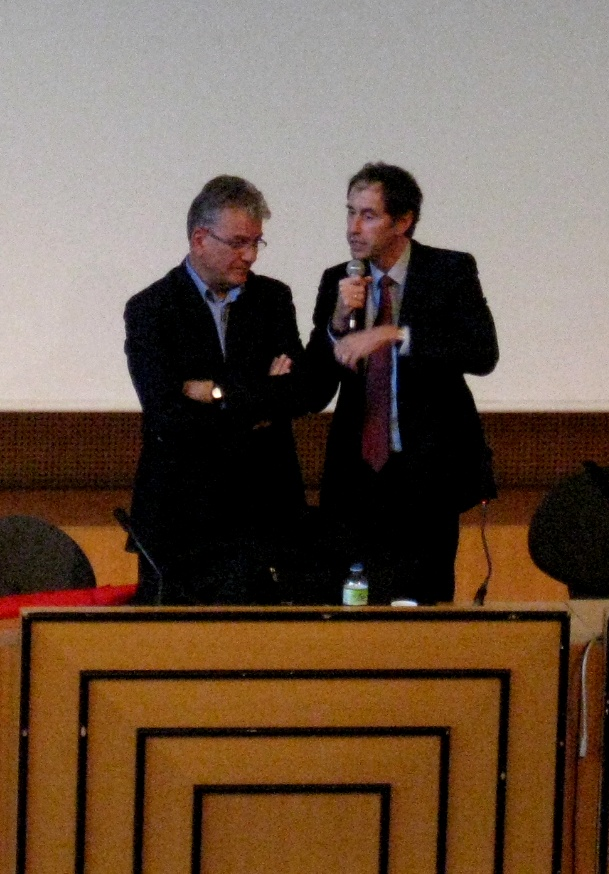
戴國安(右)

戴國安（法語：Richard Descoings，1958年6月23日—2012年4月3日），法國著名學者，曾任巴黎政治大學校長以及国务委员会委員。2012年4月3日，他被發現全身赤裸陳屍於下榻的紐約市曼哈頓米開朗基羅酒店房間內，死因至今不明。